# Società Ceramica Lombarda
Società Ceramica Lombarda è stata una storica società italiana produttrice di piastrelle e vari oggetti in ceramica. Fu una delle più importanti società attive nel settore. Nel 1915 era l'unica impresa produttiva di maioliche in Italia, assieme alla Richard Ginori e alla Società Ceramica Italiana.

## Storia
Fondata nel 1902 come "Bertoni  Spangher Poirel & co", nel 1905 cambia denominazione e deposita il suo storico marchio a "elefantino". Nel 1905 alla società viene commissionata la produzione delle piastrelle della facciata di Casa Galimberti.

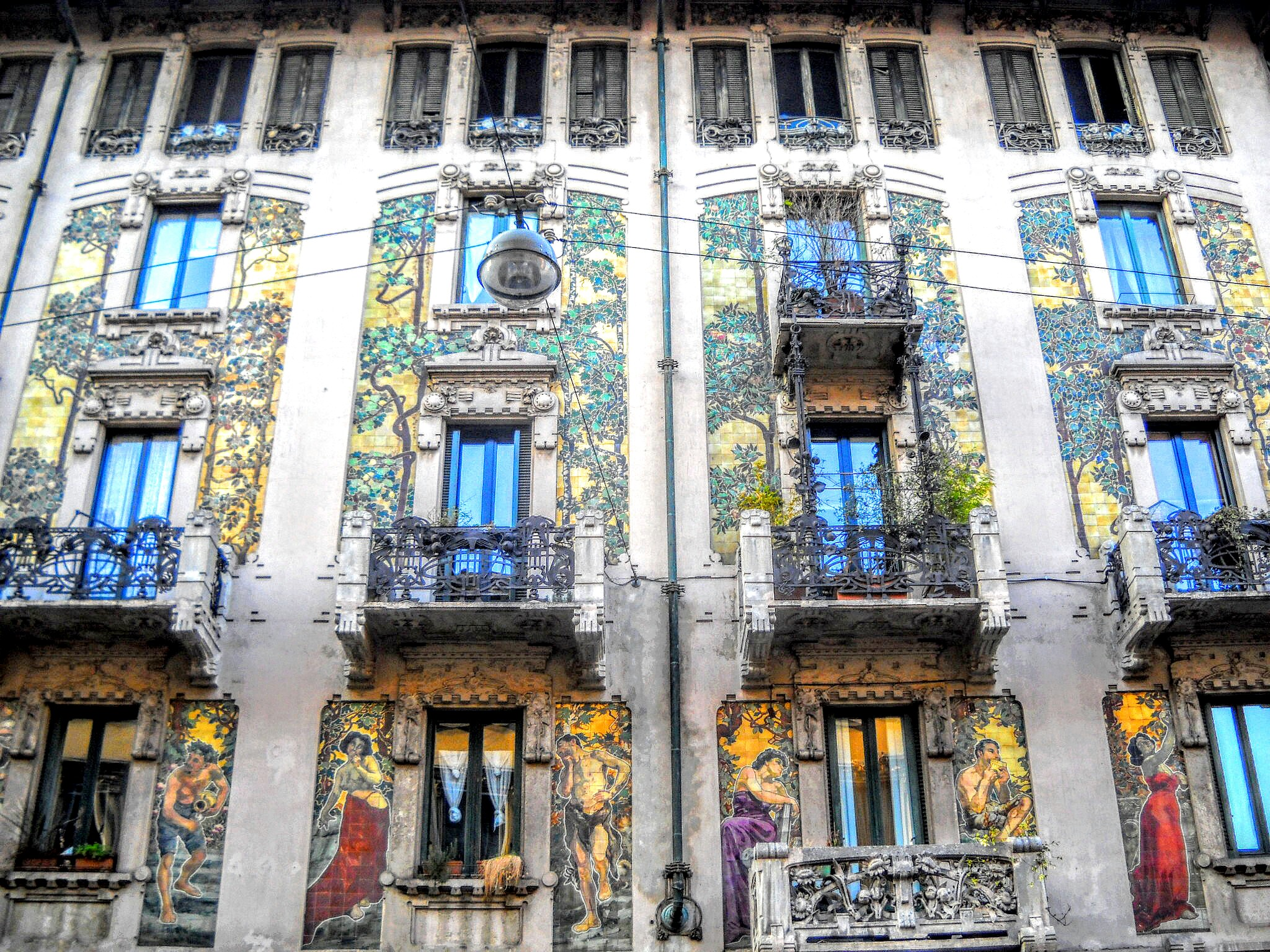
Facciata di casa Galimberti